# Sheesha Gar
Sheesha Gar (em urdu: شیشہ گر) é um filme de drama romântico anti-guerra paquistanês de 2024 produzido pela Mano Animation Studios. O filme é dirigido por Usman Riaz (em sua estreia na direção) com um roteiro de Moya O'Shea a partir de uma história de O'Shea e Riaz. O filme é produzido por Khizer Riaz e Manuel Cristóbal. Apresentando animação influenciada por anime, é o primeiro longa-metragem de animação desenhado à mão do Paquistão.
O filme estreou no Festival Internacional de Cinema de Animação de Annecy de 2024 em 10 de junho e foi lançado nos cinemas do Paquistão em 26 de julho de 2024.

## Enredo
Vincent Oliver, filho do mestre vidreiro Tomas Oliver, vive na cidade litorânea de Waterfront, famosa por seu solo fértil e areia rica em silício. A cidade se torna um campo de batalha entre duas nações. Djinns, espíritos do fogo, desempenham um papel significativo na história.
Já adulto, Vincent se prepara para sua primeira exposição de trabalhos em vidro e encontra uma carta de sua amiga de infância, Alliz Amano, a quem ele amava. A carta relata seu passado: Vincent, educado em casa e treinado em trabalhos em vidro por seu pai pacifista, conhece Alliz, a filha do Coronel Amano. Alliz aspira ser violinista e, apesar da desaprovação de Tomas, Vincent e Alliz se aproximam.
A guerra irrompe, e os moradores locais, incluindo o rival de Vincent, Malik, se juntam ao exército. Tomas é coagido a fazer retificadores de vidro avançados para o exército. Conforme a guerra se intensifica, Malik confessa seu amor por Alliz, criando tensão entre ela e Vincent. Durante um bombardeio, Vincent e Alliz discutem, levando ao afastamento deles.
O pai de Alliz desaparece em ação, levando-a a encontrar consolo na música e escrever sua própria peça. Ela convida Vincent para sua apresentação, mas ele é impedido de entrar e assiste do telhado. Ao ver soldados se aproximando da faculdade, Vincent sai para confrontá-los. Lá dentro, Malik retorna com o ferido Coronel Amano, ganhando a gratidão de Alliz e um beijo, que Vincent testemunha.
Devastado, Vincent sabota os retificadores para parar a guerra, mas se arrepende. Durante um bombardeio, as ações de Vincent inadvertidamente fazem com que Tomas perca o braço. O destino de Alliz e sua família permanece desconhecido, pois eles são pegos em um bombardeio enquanto partiam de trem.
No presente, Vincent termina de ler a carta de Alliz, onde ela professa seu amor por ele. Em sua exposição de vidro, Vincent é distraído por uma chama azul, um motivo recorrente. De volta à oficina, ele tenta queimar a carta, mas chamas azuis a transformam em uma visão de Alliz. O filme termina com Vincent e Alliz reunidos na praia, suas mãos unidas por uma chama azul.

## Elenco
| Personagem       | Dublador            | Dublador         |
| Personagem       | Urdu                | Inglês           |
| ---------------- | ------------------- | ---------------- |
| Tomas Oliver     | Khaled Anam         | Art Malik        |
| Vincent Oliver   | Mooroo              | Sacha Dhawan     |
| Alliz Amano      | Mariam Riaz Paracha | Anjli Mohindra   |
| Colonel Amano    | Ameed Riaz          | Tony Jayawardena |
| Young Vincent    | Mahum Moazzam       | Teresa Gallagher |
| Nadia Amano      | Faiza Kazi          | Mina Anwar       |
| Malik Khan       | Dino Ali            | Sham Ali         |
| Penni            | Aysha Sheikh        | Maya Saroya      |
| Principal Bhatti | Usman Riaz          | Nila Aalia       |
| Professor Ansari | Khalifa Sajeeruddin | Alex Jordan      |
| Mrs. Popolzai    | Aysha Sheikh        | Bex Wood         |

## Produção
Sheesha Gar foi dirigido por Usman Riaz, em sua estreia na direção, e produzido pela Mano Animation Studios Geoffrey Wexler, que trabalhou para o Studio Ghibli, auxiliou na produção do filme. Foi editado por José Manuel Jiménez e sua trilha sonora composta por Carmine Di Florio.
O estilo artístico do vidreiro era baseado na arte renascentista holandesa.

## Lançamento
O filme estreou mundialmente no Festival Internacional de Cinema de Animação de Annecy de 2024 em 10 de junho de 2024 e depois foi lançado nos cinemas do Paquistão em 26 de julho de 2024, distribuído pela Geo Films e Mandviwalla Entertainment. Também foi exibido na Temporada de Animação de Hiroshima de 2024 em 17 de agosto de 2024 e competiu na Competição de Longa-Metragem.